# Gulella mayottensis
Gulella mayottensis foi uma espécie de gastrópodes da família Streptaxidae.
Foi endémica da Mayotte.